# Fidelity Building
El Fidelity Building es un rascacielos de 15 pisos y 67 m en el distrito central de negocios de Baltimore, la ciudad más poblada Maryland (Estados Unidos). Completado en 1893, más tarde fue la sede de la Fidelity and Deposit Company de Baltimore (F. & D.), que fue fundada en 1892.

## Descripción
Está ubicado en la elevación de Cathedral Hill en la esquina noroeste de North Charles Street y West Lexington Street en el borde este del principal distrito de salas de cine y en vivo de la ciudad a lo largo de West Lexington y el área de tiendas departamentales / tiendas minoristas enfocadas varias cuadras al oeste en Howard y Calles Lexington. También está situado en el extremo sur de las mansiones y casas residenciales de la época victoriana del vecindario de Mount Vernon-Belvedere, centrado por el emblemático Monumento a Washington varias cuadras al norte, visible desde las puertas de entrada de F. & D. 
El estilo arquitectónico del edificio es de estilo neorrománico. El edificio diseñado por el destacado estudio de arquitectura local de Baldwin & Pennington, compuesto por los principales diseñadores regionales, Ephraim Francis Baldwin y Josias Pennington, los principales "arquitectos de la casa" para las estaciones y estructuras del Baltimore and Ohio Railroad. Baldwin & Pennington utilizó una construcción de estructura de jaula de acero con un revestimiento de granito gris cortado en bruto. El techo original tenía buhardillas francesas y techo abuhardillado (que evoca el estilo del Segundo Imperio francés y una cúpula / torre en la esquina sureste.
El edificio es utilizado para negocios por Fidelity. El edificio originalmente tenía ocho pisos con una fachada de granito gris, con una torre de cúpula de esquina y un techo abuhardillado. Se encontraba en el borde noroeste del famoso "distrito quemado" del Gran Incendio de Baltimore de febrero de 1904, que destruyó numerosos edificios y rascacielos del centro de la ciudad y frente al mar hasta el otro lado de la calle. Después de la fase de reconstrucción inicial de 1905-1910, cuando varias torres del centro recientemente construidas se quemaron, pero sus esqueletos de acero y cimientos / pisos de concreto sobrevivieron estructuralmente y fueron reconstruidos con nuevos interiores y fachadas de mampostería. Así que F. & D., bajo el liderazgo del fundador y presidente Edwin Warfield, ex gobernador de Maryland, hizo arreglos entre 1912 y 1915, lo que refleja el crecimiento continuo de la compañía para agregar siete pisos más. la parte superior del edificio, aumentando el número de pisos a quince, con el piso superior cubierto con una superficie de terracota, a juego con el estilo de la arquitectura original de abajo.
En 1962, se construyó One Charles Center junto al Fidelity Building.